# Carlo Casap
Carlo Roberto Casap (Timișoara, 29 dicembre 1998) è un calciatore rumeno, centrocampista del Farul Costanza.

## Caratteristiche tecniche
È un trequartista.

## Carriera

### Nazionale
Ha giocato nelle nazionali giovanili rumene Under-17 ed Under-21.

## Palmarès

### Club

#### Competizioni nazionali
- Campionato rumeno: 2

Viitorul Costanza: 2016-2017
Farul Costanza: 2022-2023
- Coppa di Romania: 1

Viitorul Costanza: 2018-2019
- Supercoppa di Romania: 1

Viitorul Costanza: 2019